# Armée royale du Laos
L'Esercito reale del Laos (francese: Armée royale du Laos – ARL; in inglese: Royal Lao Army - RLA) fu l'arma terrestre delle Forze Armate del Regno del Laos. Fondato nel 1949, prese parte alla guerra d'Indocina (1946-1954) e alla guerra civile del Laos (1953-1975). Con la presa del potere dei comunisti del Pathet Lao nel 1975, l'esercito reale fu sciolto e sostituito dall'Esercito popolare del Laos.

## Storia
Le origini dell'ERL risalgono alla seconda guerra mondiale, quando all'inizio del 1941 le autorità coloniali francesi di Vichy formarono la prima unità militare composta interamente da laotiani, il 1º Battaglione cacciatori laotiani (francese: 1er Bataillon de Chasseurs Laotiens - BCL). Il battaglione fu creato per operazioni di pubblica sicurezza interna a sostegno dell polizia civile coloniale chiamata "Guardia indigena", in francese Garde Indigène. In questo periodo i francesi di Vichy furono alleati a tedeschi e giapponesi fino all'agosto del 1944, quando la liberazione di Parigi pose fine alla Repubblica di Vichy e all'occupazione nazista della Francia.
Con l'occupazione giapponese dell'Indocina del marzo 1945, i soldati francesi dovettero consegnare le armi e le truppe del BCL si rifugiarono sulle montagne dove combatterono i giapponesi a fianco dei guerriglieri laotiani Maquis ai comandi di membri di France libre, organizzazione politico-militare creata dal generale francese Charles de Gaulle in funzione anti-nazista, che erano stati paracadutati in Indocina nel dicembre 1944 per coordinare le operazioni anti-giapponesi.
Dopo la resa del Giappone del 15 agosto 1945 e la fine della seconda guerra mondiale, in ottobre gli indipendentisti laotiani del movimento Lao Issara guidati dal principe Phetsarath Rattanavongsa deposero il re laotiano Sisavang Vong e crearono un'effimera repubblica che prese il nome Pathet Lao. Organizzarono quindi un piccolo e male armato esercito con il supporto dei comunisti vietnamiti Viet Minh e dei nazionalisti cinesi dell'Esercito Rivoluzionario Nazionale, questi ultimi inviati a occupare il nord del Laos secondo gli accordi della Conferenza di Potsdam del 1945.
Nel novembre dello stesso anno, una parte dei guerriglieri laotiani che avevano combattuto i giapponesi furono inseriti insieme al BCL in quattro battaglioni regolari di fanteria del neonato Esercito dell'Unione francese, la nuova entità coloniale che aveva assorbito l'Indocina francese.